# Tour della nazionale maschile di rugby a 15 della Nuova Zelanda 2014
Alla fine del 2014 la Nazionale di rugby a 15 della Nuova Zelanda intraprese un tour in due tappe, la prima in America del Nord e, a seguire, nel Regno Unito, per un totale di quattro test match, rispettivamente contro Stati Uniti, Inghilterra, Scozia e Galles.
Gli All Blacks avevano appena vinto il Championship ma dapprima un pareggio contro l'Australia nel corso di tale torneo aveva interrotto una striscia-record di 17 vittorie consecutive e, successivamente, una sconfitta contro il Sudafrica aveva pure infranto un'imbattibilità complessiva di 22 gare (l'ultima sconfitta risaliva alla fine del tour 2012 contro l'Inghilterra.
Il test match nordamericano si tenne al Soldier Field di Chicago contro la Nazionale degli Stati Uniti: davanti a più di 61 000 spettatori gli All Blacks vinsero senza problemi 74-6, marcando 12 mete e trasformandone 7; in assenza di elementi tecnici che potessero mettere in discussione l'esito del match, il motivo principale di interesse dell'incontro fu il ritorno di Sonny Bill Williams, autore nell'occasione di due mete, al rugby a 15 al termine di una breve parentesi nel league e nel pugilato dopo la conquista della Coppa del Mondo di rugby 2011.
Molto più combattuto l'incontro a Twickenham contro l'Inghilterra squadra le presenze dei cui uomini, sommate, erano circa la metà di quelle degli All Blacks in campo quel pomeriggio.
I padroni di casa marcarono per primi con Jonny May e chiusero la prima frazione in vantaggio per 14-11; nel secondo tempo due mete, di Richie McCaw e Charlie Faumuina, portarono la Nuova Zelanda avanti e altri due piazzati arrotondarono il punteggio a 24, ma l'ultima meta fu ancora inglese, che servì a ridurre il passivo a soli tre punti, 21-24.
La settimana successiva a Edimburgo gli All Blacks erano attesi dalla Scozia, mai vittoriosa nei 109 anni della storia degli incontri tra le due squadre: nei 29 incontri precedenti, infatti, gli scozzesi erano riusciti a evitare la sconfitta solo in due occasioni, uno 0-0 (ultimo pareggio senza punti nella storia del rugby internazionale d'élite) nel 1964 e un 25-25 nel 1983.
A Murrayfield la Scozia ebbe la possibilità, fino a 6 minuti dal termine, di provare a battere la Nuova Zelanda per la prima volta: sotto di 10-14 all'intervallo, infatti, i padroni di casa marcarono due piazzati con Laidlaw mentre Colin Slade aveva messo tra i pali gli unici tre punti della ripresa per gli All Blacks; al 74' la situazione vedeva gli ospiti in vantaggio per 17-16 e la Scozia che tentava di guadagnare una punizione a distanza sufficiente dai pali per cercare un sorpasso, ma una meta di Jeremy Thrush portò la Nuova Zelanda a quota 22 e la successiva trasformazione di Slade fissò il punteggio a 24-16.
Il C.T. neozelandese Steve Hansen dichiarò che quella appena conclusa era stato «l'incontro perfetto» per la sua squadra, in quanto aveva messo in campo una formazione rimaneggiata con molti elementi giovani ad affrontare una squadra battagliera in cerca della sua prima vittoria di sempre contro di loro.
L'ultimo incontro del tour fu a Cardiff contro il Galles; nell'occasione fu il 100º test match da capitano per Richie McCaw nonché la sua 137ª presenza internazionale in assoluto.
L'ultima vittoria gallese contro gli All Blacks risaliva al 1953 e l'incontro del 2014 non fece eccezione, con gli ospiti vincenti per 34-16 dopo aver chiuso il primo tempo in parità per 3-3.
Per i neozelandesi fu la 38ª vittoria in 42 partite facenti seguito alla vittoria nella Coppa del Mondo di rugby 2011.

## Risultati
| Arbitro: | Craig Joubert |

|                  |      | |
|                  | mt   | 2’ Harris 14’ Jane 19’ Tuipulotu 20’, 29’ S.B. Williams 25’ Piutau 33’, 78’ Savea 45’ Moody 48’ Cruden 56’ Dagg 64’ Cane |
|                  | tr   | 14’, 19’, 20’, 29’ Cruden 56’, 64’, 78’ Carter                                                                           |
| 10’, 17’ Siddall | c.p. | |

| Arbitro: | Nigel Owens |

|                          |      |                                   |
| 4’ May 80’ tecnica       | mt   | 15’ Cruden 46’ McCaw 72’ Faumuina |
| 80’ Ford                 | tr   |                                   |
| 18’, 22’, 41’ O. Farrell | c.p. | 24’, 37’ Cruden 66’ Barrett       |

| Arbitro: | Romain Poite |

|                       |      |                                |
| 11’ Seymour           | mt   | 9’ Vito 73’ Thrush             |
| 11’ Laidlaw           | tr   | 74’ Slade                      |
| 35’, 45’, 66’ Laidlaw | c.p. | 26’, 31’, 40’ Carter 64’ Slade |

| Arbitro: | Wayne Barnes |

|                        |      |                                                  |
| 45’ Webb               | mt   | 42’ J. Savea 63’ Kaino 69’, 76’ Barrett 72’ Read |
| 45’ Halfpenny          | tr   | 42’ Barrett 69’, 72’ Slade                       |
| 6’, 51’, 67’ Halfpenny | c.p. | 22’ Barrett                                      |